# Gigi de Nissa
Loís Pastorelli, de nom artístic Gigi de Nissa   (Niça, 26 de maig de 1958), és un cantautor i pintor occità conegut sobretot per liderar el grup de reggae Nux Vomica. Té a l'encop una carrera musical en solitari d'ençà del 2009, quan alguns amics i col·laboradors l'hi van incitar. Canta tant en occità niçard com en francès.
És un dels activistes més actius per la cultura niçarda. Va crear el Carnaval Independent de Niça i s'implica a fons en la vida cultural de la vila, sigui com a pintor o com a cantant. A més, està molt compromès amb la revitalització de la cultura occitana al complet, encapçalada pels grups musicals Massilia Sound System i Fabulous Trobadors.
S'ha interessat sempre en la història i les tradicions orals de Niça: per això combina la tradició i la modernitat en la seva obra. També hi apareixen imàtgens de la seva vida quotidiana, tocs de l'escena política local i els peixos grossos niçards.
Al final dels anys 80, va començar un treball gràfic i plàstic col·lectiu al barri de Sant Ròc, situat a l'est de la ciutat. Sempre ha mesclat pintura, música i l'engatjament ciutadà.
En paral·lel al grup d'electroreggae Nux Vomica, del qual és fundador, Pastorelli lidera un projecte més acústic i personal: Gigi de Nissa. El zenit de la seva carrera és la publicació de l'àlbum homònim el 2010, en què va treballar amb artistes molt afins a ell, tant políticament com musicalment. Entre aquests destaquen Tatou i Blu de Moussu T i les influències del disc són Joan Nicola i Louis Unia. Gigi de Nissa pretén perpetuar el desig de promoure la humanitat, la bona convivència i la llibertat. Va llançar-lo la discogràfica Manivette Records.

## Discografia
- Coucou Cougourdon (2004)
- Gigi de Nissa (2010)